# Bifuka
Bifuka (japanska: 美深町?, Bifuka-chō) är en landskommun (köping) i Hokkaido prefektur i Japan. 